# Rudnok
Rudnok (szlovákul Rudník) község Szlovákiában, a Kassai kerület Kassa-környéki járásában.

## Fekvése
Kassától 19 km-re nyugatra, a Rudnok-patak partján található.

## Története
Rudnok falut a jászói apátság 1255-ben keltezett oklevele említi először „Rodnuk” alakban. A névadó Rudnok-patakot IV. Béla 1264-ben keltezett oklevele említi a jászói apátság határleírásában. További okleveles említései: 1345 – „Rodnok”; 1383 – „Ronok”; 1390 – „villa Rednek”; 1406 – „Rodnok”; 1407 – „Radnok”; 1427 – „Rodnok”; 1438 és 1481 – „poss. Rodnok”; 1510, 1514, 1553, 1564 és 1595 – „Rodnok”; 1602 – „Rodnak”; 1608 – „Radnok”; 1610 – „Rodnok”; 1612 – „poss. Radnuk”, „Rodnak”; 1696 – „Rudnak”; 1773 – „Rudnok”.
Az 1427-es adóösszeírásban 21 portával szerepel, mely portánként 5 lakost számolva 105 lakost jelent. Az 1553-as összeírás 18 és fél portát említ a településen. 1570-ben Rudnokon csak 8 porta volt, 3 ház pedig elhagyottan állt. 22 zsellércsalád élt itt. 1595-ben a jászói uradalom összeírása 22 egész és 20 fél portát említ. Ezen kívül még 21 házas zsellér is élt a településen.
A templom Jászómindszent filiája volt, 1775-ben lett önálló plébánia. Kegyhelyének története a 13. századba nyúlik vissza, amikor az itteni búcsújárást egy Szent Annának tulajdonított csoda indította el. Kegytemplomát 1751-ben Szauberer András jászóvári prépost, a premontrei rend hazai függetlenségének helyreállítója építtette. Bár a szerzeteseket előbb II. József rendelete, majd a kommunizmus is elűzte, a búcsújáróhely ma is igen népszerű.
A 18. század végén Vályi András így ír róla: „RUDNOK. Tót falu Abaúj Várm. földes Ura a’ Jászói Prépost, lakosai katolikusok leginkább, fekszik a’ Csereháti járásban, Hetényhez nem meszsze, Kobulya Huora hegyének szomszédságában; szántó földgyeinek két harmad része sovány, réttyeinek is.”
Fényes Elek 1851-ben kiadott geográfiai szótárában így ír a faluról: „Rudnok, tót falu, Abauj vmegyében, Jászóhoz 1/2 órányira: 1146 kath. lak. Kath. paroch. templom. Vasas ásványos víz és fördő-intézet, derék erdő. F. u. a jászói prépost.”
Borovszky Samu monográfiasorozatának Abaúj-Torna vármegyét tárgyaló része szerint: „Jászó közelében van Rudnok, 123 házzal és 813 tót lakossal, körjegyzőséggel. Rudnokhoz tartozik a helységtől mintegy 5 kilométernyire, 536 m. magasságban levő csinos rudnoki fürdő és klimatikus hely. Szép róm. kath. templomát a jaszói prépostság 1840-ben épittette, nemkülönben mintaszerüen berendezett népiskoláját. A községnek fehéragyagbányai vannak, melynek anyagából jó minőségü tüzálló téglát gyártanak.”
A trianoni diktátumig Abaúj-Torna vármegye Csereháti járásához tartozott.

## Népessége
| Év:            | 1994. | 2004.    | 2014.   | 2024.   |
| -------------- | ----- | -------- | ------- | ------- |
| Emberek száma: | 675   | 607      | 605     | 624     |
| Eltérés:       |       | -10,07 % | -0,32 % | +3,14 % |

| Év:            | 2023. | 2024.   |
| -------------- | ----- | ------- |
| Emberek száma: | 622   | 624     |
| Eltérés:       |       | +0,32 % |

1880-ban 900 lakosából 5 német, 58 magyar, 811 szlovák anyanyelvű és 26 csecsemő volt. Ebből 885 római katolikus és 15 izraelita vallású volt.
1890-ben 813 lakosából 44 magyar és 757 szlovák anyanyelvű volt.
1900-ban 780 lakosából 159 magyar és 614 szlovák anyanyelvű volt.
1910-ben 637 lakosából 226 magyar és 399 szlovák anyanyelvű volt.
1921-ben 564 lakosából 307 magyar és 254 csehszlovák volt.
1930-ban 599 lakosából 3 német, 4 zsidó, 20 magyar, 566 csehszlovák és 6 állampolgárság nélküli volt. Ebből 587 római katolikus, 8 görög katolikus és 4 izraelita vallású volt.
1941-ben 639 lakosából 518 magyar és 118 szlovák volt.
1991-ben 683 lakosából 3 magyar és 679 szlovák volt.
2001-ben 623 lakosából 4 magyar és 598 szlovák volt.
2011-ben 613 lakosából 577 szlovák és 2 magyar.

## Nevezetességei
- A falu közepén álló római katolikus temploma 1840-ben épült.
- Szent Anna tiszteletére szentelt kegytemplomát 1751-ben a jászói prépostság építtette a rudnoki berekben, az egykori csoda helyszínén.